# Windmotor Oosternijkerk
De Windmotor Oosternijkerk is een poldermolen bij het Friese dorp Oosternijkerk, dat in de Nederlandse gemeente Noardeast-Fryslân ligt.
De molen is een kleine Amerikaanse windmotor met een windrad met twaalf bladen en een diameter van ongeveer 3,5m, waarvan niet bekend is in welk jaar de molen werd gebouwd. De molen staat direct aan de zuidoostelijke rand van het dorp aan de weg naar Metslawier. Het is de noordelijkst gelegen windmotor van Friesland.